# 蔡文堅
蔡文堅（英語：Eric Choi Man Kin；1954年—），香港電視前度足球評述員，同時也是香港商業電台新聞及公共事務部副總監。
出道初期的蔡文堅，主要為商業電台評述香港甲組聯賽，並與林尚義拍擋。1990年代中期加入有線電視，中途曾轉投香港亞洲電視，但及後又重返有線電視旗下。
蔡文堅以往主要評述英超賽事，並間中客串評述德甲。他亦曾評述世界盃及歐洲國家盃等重要賽事。外間曾盛傳蔡文堅是曼聯球迷，惟他2017年在《足球hehehe》節目中否認傳聞，更直言自己不太喜歡費格遜、莫耶斯及雲高爾等曼聯領隊，直至摩連奴上任後才開始改觀。
蔡文堅在商台主理電台業務時，並會主持電台節目政經星期六。
2011年4月，蔡文堅請按摩師上門按摩，豈料按摩師疑用力過度，令他頸後兩條血管撕裂，導致中風入院，活動及說話能力大受影響。現在右腳已回復活動能力，出街可用枴杖，在家更可自行慢慢走動，說話能力大大改善，雖然說得慢，但清晰有條理。